# Hanaya Yohei

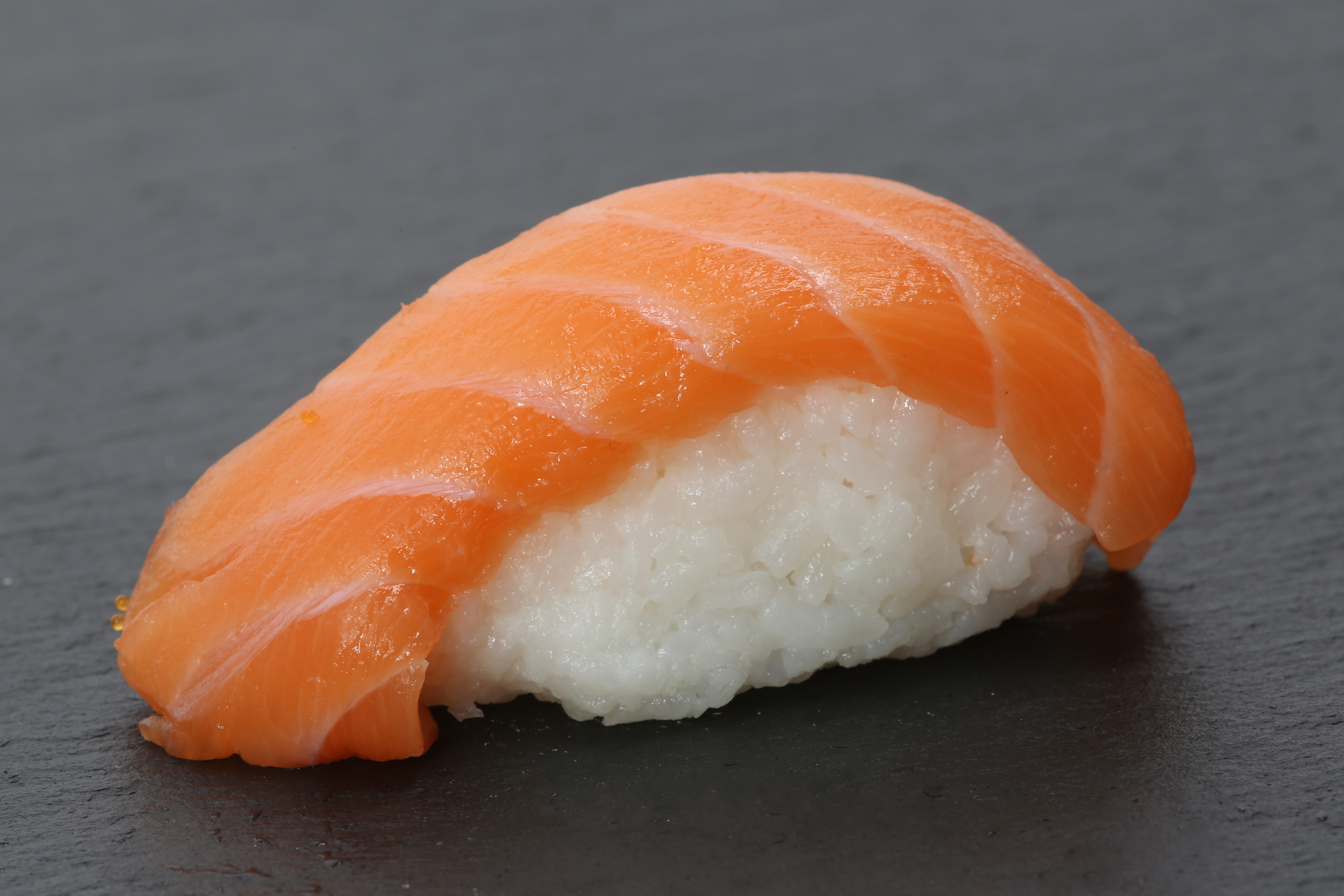
Un Nigirizushi.

Hanaya Yohei (華屋与兵衛?   1799 - 1858) fue un cocinero japonés que vivió a finales del período Edo e inventó la variedad Kantō del nigirizushi. Se trata de un tipo de sushi sin fermentar y que se podía comer con las manos (o usando palillos de bambú). Esta nueva variedad supuso el comienzo del sushi como comida rápida dentro del Japón.

## Invento
La idea que desarrolló era marinar el pescado (principalmente atún) en salsa de soja o en vinagre de arroz para evitar su rápida descomposición, y luego servirlo con arroz. Esta idea de sushi era anterior a la invención de los sistemas refrigerados actuales, que permiten servir el pescado crudo.
El método es conocido hoy como estilo de Tokio. Hoy en día puede verse este estilo en los kaitenzushi que es la versión del sushi servido en comida rápida.